# Коларе
Коларе (словац. Koláre) — село, громада округу Вельки Кртіш, Банськобистрицький край, центральна Словаччина, регіон Гонт. Кадастрова площа громади — 5,31 км².
Населення 258 осіб (станом на 31 грудня 2017 року).

## Історія
Коларе вперше згадується в 1257 році.

## Географія
Протікає Требушовський потік.

## Населення
| Рік:            | 1994. | 2004.   | 2014.    | 2024.   |
| --------------- | ----- | ------- | -------- | ------- |
| Кількість осіб: | 325   | 307     | 262      | 240     |
| Різниця:        |       | -5,53 % | -14,65 % | -8,39 % |

| Рік:            | 2023. | 2024.   |
| --------------- | ----- | ------- |
| Кількість осіб: | 241   | 240     |
| Різниця:        |       | -0,41 % |